# The Prisoner (album)
Pour l’article homonyme, voir The Prisoner (homonymie).
Albums de Herbie Hancock
Speak Like a Child
(1968) Fat Albert Rotunda
(1969)
The Prisoner est le septième album du jazzman Herbie Hancock. Il est sorti en 1969 sur le label Blue Note.
The Prisoner prétend se présenter comme une "déclaration sociale écrite en musique". La chanson titre cherche à exprimer "comment les Noirs ont été emprisonnés pendant longtemps". 
La pièce a été entendue pour la première fois en direct en 1968, lors d'une représentation au festival de jazz de l'Université de Californie. « Firewater » représente « la dualité sociale de l'oppresseur et de l'opprimé : le feu symbolise la chaleur dans la violence et (l'abus de) pouvoir, tandis que la sensation de l'eau rappelle Martin Luther King. "Celui qui vit dans la peur" fait également allusion à King, puisqu'il "a dû vivre dans une atmosphère chargée d'intimidation". (De façon décevante, peut-être, étant donné les ambitions que Herbie semble avoir exprimées pour la mélodie, un premier arrangement a été utilisé comme thème musical pour une publicité télévisée sur les cigarettes de Silva Thins.) Poursuivant le thème apparent de l'album, la "Promise of the Sun" symbolise " comment le soleil promet la vie et la liberté à tous les êtres vivants, et pourtant les noirs ne sont pas encore libres.

## Titres
| No | Titre                         | Musique         | Durée |
| -- | ----------------------------- | --------------- | ----- |
| 1. | I Have a Dream                | Herbie Hancock  | 10:58 |
| 2. | The Prisoner                  | Herbie Hancock  | 7:57  |
| 3. | Firewater                     | Buster Williams | 7:33  |
| 4. | He Who Lives in Fear          | Herbie Hancock  | 6:52  |
| 5. | Promise of the Sun            | Herbie Hancock  | 7:53  |
| 6. | The Prisoner (alternate take) | Herbie Hancock  | 5:48  |
| 7. | Firewater (alternate take)    | Buster Williams | 8:39  |

## Musiciens
- Herbie Hancock — piano, piano électrique
- Johnny Coles — bugle
- Garnett Brown — trombone
- Joe Henderson — saxophone ténor, flûte
- Tony Studd — trombone basse (1,2,4)
- Jack Jeffers — trombone basse (3,5)
- Hubert Laws — flûte (1,2,4)
- Jerome Richardson — clarinette basse (1,2,4), flûte (3,5)
- Romeo Penque — clarinette basse (3,5)
- Buster Williams — contrebasse
- Albert Heath — batterie